# 台汝礪
台汝礪（1603年—？），雲南臨安府建水州人，明朝、南明政治人物。

## 生平
天啟四年（1624年）甲子科順天鄉試第二十六名舉人，崇禎十年（1637年）中式丁丑科會試第一百四十一名，三甲第一百二十七名進士。兵部觀政，十一年（1638年）二月授連城縣知縣，十三年（1640年）考察，謫貴州布政使司照磨，十四年（1641年）升興國縣知縣，十七年（1644年）七月獲弘光帝起為戶部廣東司主事，弘光元年（1645年）升福建司員外郎，同年升貴州司郎中。

## 家族
曾祖台珠武，庠生；祖父台應成；父台鼎，遙授訓導。